# Mesnil-la-Comtesse

Mesnil-la-Comtesse este o comună în departamentul Aube din nord-estul Franței. În 1 ianuarie 2022 avea o populație de 56 de locuitori.